# Academia de Ciências da Rússia
Academia de Ciências da Rússia (em russo:  Российская академия наук, Rossiyskaya akademiya nauk, abreviada para PAH, RAN) é a academia nacional de ciências da Rússia. Esta organização inclui institutos científicos vindos de toda a Federação da Rússia. É uma honra ser eleito membro da academia. Em junho de 2025, havia 865 membros ativos (inclusive 31 professores de RAN) e 1134 membros correspondentes (inclusive 188 professores). 494 professores de RAN são associados com a academia, mas não são membros.
Durante o tempo da União Soviética ela foi conhecida como a Academia das Ciências da URSS, e era uma instituição que pertencia à toda união, ao invés de somente da República Socialista Federativa Soviética da Rússia. A academia está sediada em Moscou.

## História

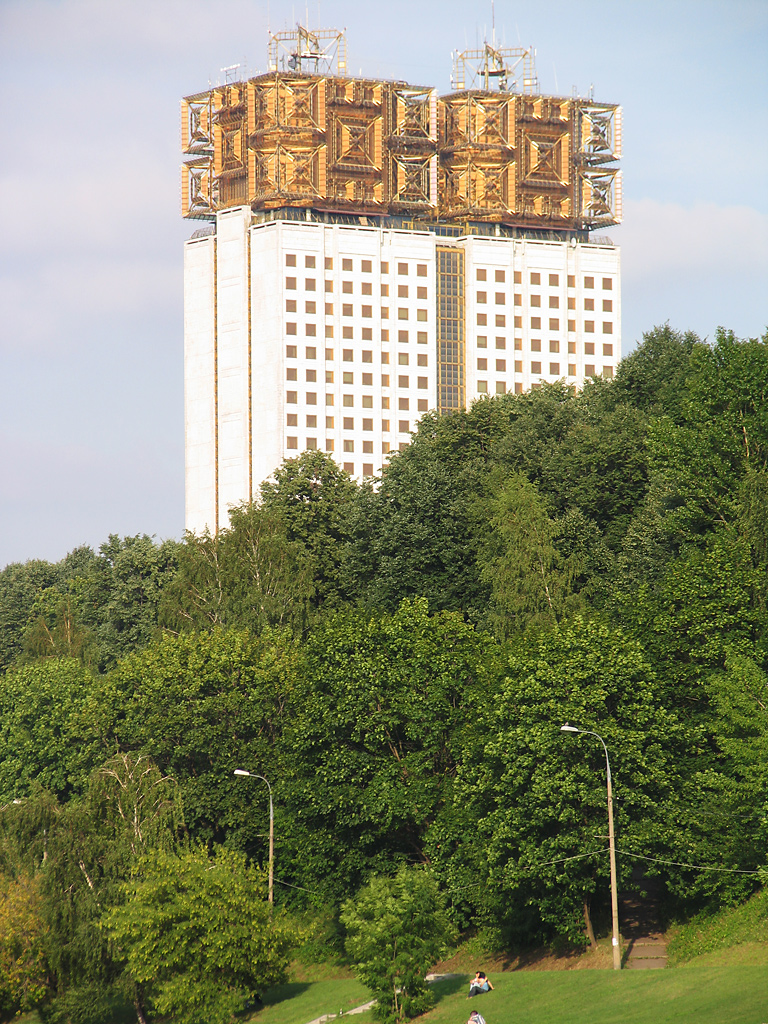
РАН (RAN)

A Academia foi fundada em São Petersburgo por Pedro, o Grande, e implementada pelo decreto do Senado de 28 de Janeiro de 1724. No período de 1724 e 1917 ela foi chamada de Academia das Ciências de São Petersburgo. Entre os convidados para trabalhar na Academia estavam os matemáticos Leonhard Euler, Christian Goldbach, Georg Bernhard Bilfinger, Nicolaus e Daniel Bernoulli, o botânico Johann Georg Gmelin, o embriologista Caspar Friedrich Wolff, astrônomo e geógrafo Joseph-Nicolas Delisle, o físico Georg Wolfgang Kraft, e o historiador Gerhard Friedrich Müller.
Sob a liderança da Princesa Catarina Vorontsova-Dashkova (1783-96), a Academia estava engajada em compilar o enorme Dicionário Acadêmico da Língua Russa. Expedições para explorar áreas remotas do país tiveram como líderes ou membros mais participantes os próprios cientistas da Academia. Incluídas nestas expedições estavam a segunda expedição de Vitus Bering à Península de Kamchatka em 1733-43, e as expedições de Peter Simon Pallas à Sibéria.
Em Dezembro de 1917, Sergei Fedorovich Oldenburg, um etnógrafo e ativista político do Partido Constitucional Democrático encontrou-se com Lenin para discutir o futuro da Academia. Eles concordaram que o conhecimento da Academia fosse aplicado nas questões da construção do Estado, e em troca o regime Soviético daria à Academia seu apoio político e financeiro. No início de 1918 foi acertado que a Academia iria responder ao Departamento de Mobilização das Forças Científicas do Narkompros, que substituiu o Ministério da Educação do Governo Provisional. Em 1925, o governo  Soviético reconheceu a Academia Russa das Ciências como a "mais alta instituição científica de toda a União," e a renomeou como Academia das Ciências da URSS. A Academia das Ciências da URSS ajudou a estabelecer as Academias das ciências em todas as repúblicas Soviéticas (com exceção da RSFS da Rússia), e em vários casos delegando cientistas proeminentes para trabalhar e viver nessas repúblicas. Estas academias eram:
- RSS da Ucrânia: Академія наук Української РСР (criada em 1918; atualmente Academia Nacional de Ciências da Ucrânia)
- RSS da Bielorrússia: Акадэмія Навукаў Беларускай ССР (criada em 1929; atualmente Academia Nacional de Ciências da Bielorrússia)
- RSS do Uzbequistão: Ўзбекистон ССР Фанлар академияси (criada em 1943; atualmente Academia de Ciências do Uzbequistão)
- RSS do Cazaquistão: Қазақ ССР Ғылым Академиясы (criada em 1946; atualmente Academia Nacional de Ciências do Cazaquistão)
- RSS da Geórgia: საქართველოს სსრ  მეცნიერებათა აკადემია (criada em 1941; atualmente Academia de Ciências da Geórgia)
- RSS do Azerbaijão: -- (criada em 1935; atualmente Academia Nacional de Ciências do Azerbaijão)
- RSS da Lituânia: Lietuvos TSR Mokslų Akademija (criada em 1941; atualmente Academia de Ciências da Lituânia)
- RSS da Moldávia: Академией Штиинце а РСС Молдовенешть (criada em 1946; atualmente Academia de Ciências da Moldávia)
- RSS da Letônia: Latvijas PSR Zinātņu Akadēmija (criada em 1946; atualmente Academia de Ciências da Letônia)
- RSS do Quirguistão: -- (criada em 1954; atualmente Academia Nacional de Ciências da República Quirguis)
- RSS do Tadjiquistão: -- (criada em 1953; atualmente Academia de Ciências da República do Tadjiquistão)
- RSS da Armênia: -- (criada em 1943; atualmente Academia Nacional de Ciências da Armênia)
- RSS do Turcomenistão: -- (criada em 1951; atualmente Academia de Ciências do Turcomenistão)
- RSS da Estônia: Eesti NSV Teaduste Akadeemia (criada em 1946; atualmente Academia de Ciências da Estônia)

Em 1934 a sede da Academia mudou-se de Leningrado (anteriormente São Petersburgo) para a capital Russa, Moscou, junto com vários institutos acadêmicos.
Após a queda da União Soviética, por decreto do Presidente da Rússia em 2 de Dezembro de 1991, o instituto tornou-se novamente a Academia de Ciências da Rússia, herdando todas as instalações da Academia de Ciências da URSS no território russo.

### Cronologia
- 1724 - Academia de Ciências de São Petersburgo é criada em S. Petersburgo por ordem do Imperador Pedro, o Grande, através de um decreto datado de 28 de Janeiro (8 de Fevereiro, no calendário Gregoriano) de 1724. A Academia é criada tendo como base os modelos das academias ocidentais - mas diferentemente delas, a ARC tem autonomia com relação ao Estado.
- 1747 - Academia de Ciências e Artes da Rússia.
- 1803 - Academia de Ciências da Rússia.
- 1836 - Academia Imperial de Ciências de São Petersburgo.
- 1917 - Academia de Ciências da Rússia.
- 1924 - Academia de Ciências da URSS.
- 1936 - A Academia de Ciências da URSS muda-se para Moscou.
- Criação das Academias nas outras RSS (independentes desde 1991).
- 1991 - Academia de Ciências da Rússia. Reconstituída por decreto presidencial em 21 de Novembro de 1991 como a principal instituição acadêmica da Rússia.

## Estrutura
A ARC consiste em 13 sedes por domínio científico, em 4 sedes territoriais e 15 centros científicos regionais. A Academia possui inúmeros conselhos, comitês e comissões, organizados para diferentes propósitos.

## Instituições
A Academia Russa das Ciências engloba um grande número de instituições educacionais e de pesquisa como
- Academia Estadual de Medicina de São Petersburgo
- Centro Budker de Física Nuclear
- Instituto Matemático Educacional Central CEMI
- Centro de Computação Dorodnicyn
- Instituto de Arqueologia da ARC
- Instituto de Instrumentação Biológica
- Instituto de Filosofia
- Instituto de Rádio-engenharia e Eletrônica
- Instituto dos EUA e Canadá
- Instituto de Economia Global e Relações Internacionais (IMEMO)
- Instituto Psicotécnico Ioffe
- Centro de Ciências Kareliano
- Instituto Keldysh de Matemática Aplicada
- Instituto Botânico Komarov
- Instituto de Tecnologia Laser e de Informação
- Instituto Lebedev de Mecânicas de Precisão e Engenharia de Computadores
- Instituto Lebedev de Física
- Instituto Landau de Física Teórica
- Instituto N.N. Miklukho-Maklai de Etnologia e Antropologia
- Instituto Nesmeyanov de Química de Organoelementos
- Instituto Obukhov de Física Atmosférica
- Instituto Paleontológico
- Instituto de Pesquisas Biomédicas

- Instituto Schmidt de Física Terrestre
- Observatório Astrofísico Espacial
- Instituto de Matemática Steklov
- Instituto Florestal Sukachev
- Instituto Zelinsky de Química Orgânica

O Instituto de Física e Tecnologia de Moscou não pertence à ARC (pertence ao Ministério da Educação da Federação Russa), mas o sistema de educação ("Sistema Phystech") usa vários dos institutos da ARC (assim como de outras instituições) como centros educacionais.
Os institutos que fazem parte da ARC são ligados pela Internet Científica Espacial Russa (ICER). A ICER, iniciada com somente 3 membros, atualmente possui 3 100, incluindo 57 das maiores instituições de pesquisa.

## Prêmios
A Academia entrega periodicamente vários prêmios, parabenizações e medalhas diferentes:
- Medalha de Ouro Lomonossov
- Medalha de Ouro Bogoliubov[4]
- Prêmio Demidov

## Laureados com oNobel
Esta lista também inclui membros da URSS.
- I. P. Pavlov, medicina, 1904 - primeiro Russo ganhador do prêmio Nobel
- N. N. Semenov, química, 1956
- I. E. Tamm, física, 1958
- I. M. Frank, física, 1958
- P. A. Cherenkov, física, 1958
- L. D. Landau, física, 1962
- N. G. Bassov, física, 1964
- L. V. Kantorovich, economia, 1975
- Andrei Sakharov, paz, 1975
- P. L. Kapitsa, física, 1978
- J. I. Alferov, física, 2000
- A. A. Abrikosov, física, 2003
- V. L. Ginzburg, física, 2003

Além destes, o membro Honorário Ilya Ilyich Mechnikov também recebeu um prêmio Nobel, de medicina.

## Presidentes
- Laurentius Blumentrost (Лаврентий Лаврентьевич Блюментрост), 1725—1733
- Hermann-Karl von Keyserlingk (Герман Карл фон Кейзерлинг) 1733—1734
- Johann Albert von Korff (Иоганн Альбрехт Корф), 1734—1740
- Karl von Brevern (Карл фон Бреверн), 1740—1741
- (Post vacant, April 1741—October 1766)
- Count Kirill Razumovsky, 1746—1766 (nominally, till 1798)
- Count Vladimir Grigorievich Orlov (Владимир Григорьевич Орлов), 1766—1774 (Director)[6]
- Aleksey Rzhevsky (Алексей Андреевич Ржевский), 1771—1773 (Director)
- Sergey Domashnev (Сергей Герасимович Домашнев), 1775—1783 (Director)[7]
- Princess Yekaterina Romanovna Vorontsova-Dashkova, 1783—1796 (Director; sent into de facto retirement in 1794. Simultaneously served as the President of the Russian Academy)[8]
- Pavel Bakunin (Павел Петрович Бакунин), 1794—1796 (acting Director), 1796—1798 (Director). Simultaneously served as the President of the Russian Academy
- Ludwig Heinrich von Nicolai, 1798–1803
- Nikolay Nikolayevich Novosiltsev, 1803—1810
- (Post vacant, April 1810—Jan 1818)
- Count Sergey Uvarov, 1818—1855
- Dmitry Bludov (Дмитрий Николаевич Блудов), 1855—1864
- Fyodor Petrovich Litke, 1864—1882
- Count Dmitry Tolstoy, 1882—1889
- Constantino Constantinovich da Rússia, 1889—1915
- (Post vacant, June 1915—May 1917)
- Alexander Petrovich Karpinsky, 1917—1936
- Vladimir Leontyevich Komarov, 1936—1945
- Sergey Vavilov, 1945—1951
- Alexander Nesmeyanov, 1951—1961
- Mstislav Keldysh, 1961—1975
- Anatoly Petrovich Alexandrov, 1975—1986
- Gury Marchuk, 1986—1991
- Yury Osipov, 1991—2013
- Vladimir Fortov, 2013 — março 2017
- Valery Kozlov, março 2017 — setembro 2017
- Alexander Sergeev, setembro 2017 — setembro 2022
- Gennady Krasnikov,[9] setembro 2022 —